# Zeittafel der zivilen Luftfahrt
Dies ist eine Zeittafel der Jahre seit 1919 zur Entwicklung der Verkehrsluftfahrzeuge anhand deren Erstflugdaten.

## Erstflüge

### 1919–1928 – Die ersten Passagierflugzeuge
| 1919 | - Farman F.60 Goliath - Airco D.H.16 - Junkers F 13 - Fokker F.II - Handley Page W.8                                             |
| 1920 | - Airco DH.18 - Blériot-SPAD S.33                                                                                                |
| 1921 | - Vickers 61 Vulcan - Fokker F.III - Caudron C.61                                                                                |
| 1922 | - De Havilland DH.34 - Dornier Do C Komet - Dornier Do J Wal                                                                     |
| 1923 | |
| 1924 | - Latécoère Laté 15 |
| 1925 | - Junkers G 23 - Dornier Do B Merkur                                                                                             |
| 1926 | - Fokker F.VII - Latécoère Laté 21 - Ford Trimotor Tin-Goose - De Havilland DH.66 Hercules - Dornier Do R Superwal - Blériot 165 |
| 1927 | - Fokker F.VIII - Lockheed Vega                                                                                                  |
| 1928 | - Short S.8 Calcutta - Sikorsky S-38 - Bernard 190T - Boeing 80                                                                  |

### 1929–1936 – Großflugzeuge
| 1929 | - Dornier Do X - Junkers G 38 |
| 1930 | - Junkers Ju 52/1m - Fokker F.XII - Savoia-Marchetti S.71 - Handley Page H.P.42 - Wibault 280                                                                   |
| 1931 | - Lockheed 9 Orion - Savoia-Marchetti S.66 - Sikorsky S-40 American Clipper - Short S.17 Kent - Tupolew ANT-14                                                  |
| 1932 | - Junkers Ju 52/3m |
| 1933 | - Boeing 247 - Lioré & Olivier H-24-2 - Douglas DC-1 - Dewoitine D.332 - Breguet 393T                                                                           |
| 1934 | - Breguet 530 Saigon - Junkers Ju 86 - Douglas DC-2 - Sikorsky S-42 - Lockheed 10 Electra - Tupolew ANT-20 Maxim Gorki - Fokker F.XXXVI - Savoia-Marchetti S.73 |
| 1935 | - Martin 130 China Clipper - Latécoère Laté 521 - Potez 62 - Heinkel He 111 - Douglas DC-3 - Bloch M.B. 220                                                     |
| 1936 | - Short S.23 Empire - Tupolew ANT-35 - Macchi MC 94 |

### 1937–1945 – Interkontinentalflüge im Zweiten Weltkrieg
| 1937 | - De Havilland DH.91 Albatross Albatross - Focke-Wulf Fw 200 Condor - Lockheed 14 Super Electra - Junkers Ju 90 - Lioré et Olivier H-246 - Savoia-Marchetti SM.75 - Savoia-Marchetti SM.83 |
| 1938 | - Armstrong Whitworth Ensign - Boeing 314 Clipper - Boeing 307 Stratoliner - de Havilland DH.95 Flamingo Flamingo                                                                          |
| 1939 | - Tupolew ANT-20bis - Lockheed 18 Lodestar |
| 1940 | - Mitsubishi Ki-57 - Blohm & Voss BV 222 Wiking |
| 1941 | |
| 1942 | - Douglas DC-4 - Avro York - Latécoère Laté 631 |
| 1943 | - Lockheed Constellation L-049 - Savoia-Marchetti SM.95 |
| 1944 | |
| 1945 | - Blohm & Voss BV 238 - Sud-Ouest S.O.30P Bretagne - Avro Tudor - Vickers Viking - Iljuschin Il-12 - Bloch/Sud-Est M.B. 161 Languedoc - Handley Page Hermes - Bristol 170                  |

### 1946–1948 – Kolbenmotor-Airliner der Nachkriegszeit
| 1946 | - Handley Page Marathon - Douglas DC-6 - Martin 2-0-2 - Short Solent - Avro Tudor - Lockheed Constellation L-649 - Saab 90 Scandia               |
| 1947 | - Fiat G.212 - Convair CV-240 Convairliner - Airspeed AS.57 Ambassador - Sud-Ouest S.O.95 Corse - Boeing 377 Stratocruiser - Handley Page Hermes |
| 1948 | - Percival Prince - Vickers Viscount 700 |

### 1949–1956 – Turboprop und Strahltriebwerke kommen auf
| 1949 | - Sud-Est S.E. 2010 Armagnac - Breguet 763 Provence - De Havilland DH.106 Comet - Avro Canada C-102 Jetliner - Bristol 167 Brabazon   |
| 1950 | - De Havilland DH.114 Heron - Iljuschin Il-14 - Lockheed L-1049 "Super Constellation" - Martin 4-0-4                                  |
| 1951 | - Convair CV-340 |
| 1952 | - Bristol 175 Britannia - Saro SR.45 Princess                                                                                         |
| 1953 | - Douglas DC-7 |
| 1954 | - Boeing 367-80 |
| 1955 | - Sud Aviation Caravelle - Tupolew Tu-104 - Scottish Aviation Twin Pioneer - Handley Page HPR 3 Herald - Convair CV-440 - Fokker F-27 |
| 1956 | - Lockheed L-1649 "Starliner" |

### 1957–1967 – Beginn des Jet-Zeitalters
| 1957 | - Antonow An-10 - Iljuschin Il-18 - Tupolew Tu-114 - Lockheed L-188 Electra - Boeing 707                       |
| 1958 | - Douglas DC-8 - De Havilland Comet 4 - Grumman Gulfstream I - Baade 152                                       |
| 1959 | - Armstrong Whitworth Argosy - Vickers Vanguard - Convair CV-880 - Antonow An-24 - Canadair CL-44 - Boeing 720 |
| 1960 | - Tupolew Tu-124 - Avro 748 - Max Holste Super Broussard                                                       |
| 1961 | - Aviation Traders ATL-98 Carvair - Convair CV-990 Coronado                                                    |
| 1962 | - Hawker Siddeley Trident - Vickers VC10 - NAMC YS-11 - Nord 262                                               |
| 1963 | - Iljuschin Il-62 - Short Skyvan - Boeing 727 - BAC 1-11 - Tupolew Tu-134                                      |
| 1964 | - Lockheed L-100 Hercules (Zivilversion)                                                                       |
| 1965 | - Douglas DC-9 - de Havilland Canada DHC-6 Twin Otter - Britten-Norman BN-2 Islander                           |
| 1966 | - Fairchild FH-227 - Beechcraft Model 99 - Jakowlew Jak-40                                                     |
| 1967 | - Berijew Be-30 - Fokker F28 - Boeing 737 - Antonow An-30                                                      |

### 1968–1972 – Erste Großraum- und Überschallflugzeuge
| 1968 | - Tupolew Tu-154 - Embraer EMB 110 Bandeirante - Tupolew Tu-144                                              |
| 1969 | - Boeing 747 - Concorde - Let L-410 - Antonow An-26 - Antonow An-28 - IAI Arava - Fairchild Swearingen Metro |
| 1970 | - McDonnell Douglas DC-10 - Britten-Norman Trislander - Lockheed L-1011 TriStar - Xian Y-7                   |
| 1971 | - Dassault Mercure - VFW 614 - GAF Nomad                                                                     |
| 1972 | - Airbus A300                                                                                                |

### 1973–1978 – Energiekrise und Trend zur Sparsamkeit
| 1973 |                                                                                 |
| 1974 | - Short 330 - Shaanxi Y-8                                                       |
| 1975 | - Harbin Y-11 - Jakowlew Jak-42 - DHC Dash 7                                    |
| 1976 | - Iljuschin Il-86                                                               |
| 1977 | - Antonow An-72                                                                 |
| 1978 |                                                                                 |
| 1979 |                                                                                 |
| 1980 | - British Aerospace Jetstream 31/32 - Shanghai Y-10                             |
| 1981 | - Dornier 228 - British Aerospace BAe 146 - Short 360 - Boeing 767              |
| 1982 | - Boeing 757 - Airbus A310 - Harbin Y-12 - Beechcraft 1900 - Cessna 208 Caravan |
| 1983 | - Saab 340 - De Havilland Canada DHC-8 - Embraer EMB 120 Brasilia               |
| 1984 | - ATR 42                                                                        |
| 1985 | - Fokker 50                                                                     |
| 1986 | - Fokker 100 - British Aerospace ATP                                            |

### 1987–1999 – Boeing und Airbus dominieren den Weltmarkt
| 1987 | - Airbus A320                                                             |
| 1988 | - Boeing 747-400 - Iljuschin Il-96 - ATR 72                               |
| 1989 | - Tupolew Tu-204                                                          |
| 1990 | - McDonnell Douglas MD-11 - Iljuschin Il-114 - Embraer/FMA CBA-123 Vector |
| 1991 | - Canadair Regional Jet - Airbus A340 - Dornier 328                       |
| 1992 | - Saab 2000 - Airbus A330                                                 |
| 1993 | - McDonnell Douglas MD-90 - Airbus A321 - Fokker 70                       |
| 1994 | - Boeing 777 - Antonow An-38                                              |
| 1995 | - Embraer-ERJ-145-Familie - Airbus A319                                   |
| 1996 |                                                                           |
| 1997 | - Antonow An-140 - Boeing 737 Next Generation                             |
| 1998 | - Dornier 328-300/310JET - Boeing 717                                     |
| 1999 | - Tupolew Tu-334                                                          |

### Seit 2000 – 100 Jahre Luftfahrt – Modelle des neuen Jahrtausends
| 2000 | - Xi’an MA60                                           |
| 2001 |                                                        |
| 2002 | - Airbus A318 - Embraer-E-Jet-Familie                  |
| 2003 |                                                        |
| 2004 | - Antonow An-148 - Embraer 195                         |
| 2005 | - Airbus A380                                          |
| 2006 |                                                        |
| 2007 |                                                        |
| 2008 | - Suchoi Superjet 100 - Comac ARJ21, später Comac C909 |
| 2009 | - Boeing 787                                           |
| 2010 | - Shaanxi Y-9 (Yunshuji-9)                             |
| 2011 |                                                        |
| 2012 |                                                        |
| 2013 | - Airbus A350 - Airbus A220                            |
| 2014 |                                                        |
| 2015 | - Mitsubishi Regional Jet                              |
| 2016 |                                                        |
| 2017 | - Irkut MC-21 - Comac C919 - Indonesian Aerospace N219 |
| 2018 |                                                        |

## Flugunfälle
- 1922

- Erste Kollision zweier Verkehrsflugzeuge. Eine französische Farman F.60 und eine britische De Havilland DH.18 stießen über Nordfrankreich zusammen.